# 李·卡斯利
李·奇雲·卡斯利（英語：Lee Kevin Carsley，1974年2月28日—）是一名在英格蘭出生的愛爾蘭前足球員，場上司職防守中場，退役後擔任教練和領隊工作，並曾擔任高雲地利和賓福特的看守主教練。

## 生平
雖然生於英格蘭的伯明翰，但透過來自科克郡邓曼韦（Dunmanway）的祖母而取得代表愛爾蘭共和國參加國際賽的資格。
在卡斯利長達17年的球員生涯當中，以效力英格兰足球超级联赛和英格蘭足球聯賽的愛華頓和打比郡的時期最為人知。他在2011年宣佈掛靴，並開始在高雲地利擔任教练。
2021年開始擔任英格蘭U21國家隊領隊，2024年接替辭職的修夫基，兼任英格蘭國家隊看守領隊。

## 外部連結
- 足球数据库：李·卡斯利的球员统计数据
- 李·卡斯利 – FIFA國際賽競賽紀錄 (存檔)
- Lee Carsley profile at evertonfc.com